# Megaloglossus
Megaloglossus Pagenstecher, 1885) è un genere (Pagenstecher, 1885), di Chirotteri.

## Descrizione

### Dimensioni
Pipistrelli di medio-piccole dimensioni, con lunghezza della testa e del corpo tra 60 e 79 mm, la lunghezza dell'avambraccio tra 38 e 49 mm, la lunghezza del piede tra 12 e 13 mm, la lunghezza delle orecchie tra 9 e 20 mm, un'apertura alare fino a 25,5 cm e un peso fino a 25 g.

### Caratteristiche craniche e dentarie
Il cranio non è particolarmente deflesso posteriormente, ha un rostro lungo, stretto, affusolato e che sale gradualmente verso la scatola cranica arrotondata. Le ossa pre-mascellari sono saldate alle ossa circostanti. I denti sono piccoli eccetto i canini che sono ben sviluppati. Gli incisivi inferiori sono bifidi, mentre quelli masticatori sono bassi, stretti e privi praticamente di cuspidi.
Sono caratterizzati dalla seguente formula dentaria:

### Aspetto
La pelliccia è lunga, soffice, moderatamente densa e si estende sull'avambraccio, la tibia e nella parte centrale dell'uropatagio. Le parti dorsali sono marroni scure con la base dei peli più chiara mentre le parti ventrali sono marroni. Nei maschi è presente un collare di rigidi peli bianchi, gialli o arancioni che si estende sulla gola, i lati del collo e nella parte superiore del petto. Talvolta sono untuosi. La testa è piccola, stretta, marrone scuro e con un lungo muso appuntito. La lingua è lunga, estensibile e munita in punta di lunghe papille filiformi. Le orecchie sono di proporzioni normali, arrotondate e bruno-nerastre. Gli occhi sono grandi. La coda è assente o ridotta ad un piccolo tubercolo, mentre l'uropatagio è ridotto ad una sottile membrana che si estende lungo gli arti inferiori. Il calcar è presente come anche l'artiglio sull'indice. Le ali sono marroni scure ed attaccate posteriormente tra le falangi del secondo e terzo dito. Le dita dei piedi talvolta sono leggermente palmate. Il quinto metacarpo e sempre più corto del terzo.

## Distribuzione e habitat
Questa specie è diffusa nell'Africa subsahariana

## Tassonomia
Sono state identificate due specie:
- Megaloglossus azagnyi
- Megaloglossus woermanni